# 11385 Beauvoir
11385 Beauvoir è un asteroide della fascia principale. Scoperto nel 1998, presenta un'orbita caratterizzata da un semiasse maggiore pari a 3,0297862 UA e da un'eccentricità di 0,0775952, inclinata di 2,76945° rispetto all'eclittica. Prende il nome dalla scrittrice e filosofa francese Simone de Beauvoir (1908-1986).